# Matej Gruden
Matej Gruden - Keko, pesnik, glasbenik, * 14. marec 1974, Gorica.

## Življenje in delo
Matej Gruden, poznan pod vzdevkom Keko, se je rodil v Gorici, a že od rojstva živi v Nabrežini. Oče je bil Nevenko, mati Nevenka (rojena Terčon). Slovensko osnovno in srednjo šolo je obiskoval v Nabrežini, višjo slovensko srednjo šolo pa v Trstu, kjer je maturiral leta 1983. Istočasno je študiral klavir in tudi kitaro.
V osemdesetih letih je Keko postal član SZSO – Slovenske zamejske skavtske organizacije, kjer je sodeloval pri skavtskem glasilu Jambor, še posebno kot risar in tiskar. Pri skavtih se je navdušil za planinstvo in je nato postal tudi plezalec ter član Alpinističnega odseka Slovenskega planinskega društva Trst (SPDT), tako da je že od leta 2009 član prostovoljne Gorske reševalne službe Furlanije - Julijske krajine (Cnsas FVG).
Matej Gruden pa je večstranski umetnik, in sicer riše, še posebej pa se udejstvuje s pisanjem poezije, besedil za pesmi in tudi uglasbitvami pesniških besedil. Tako je bil leta 1994 med ustanovitelji glasbene skupine Kraški ovčarji. Leta 2014 je skupaj s prijateljem Iztokom Cergolom ustanovil skupino Grešni kozli, ki ji dajejo odločilen pečat pesmi v lokalnem kraškem narečju, ki jih večinoma piše Keko. Gruden in Cergol nastopata v raznih žanrih, tako sta se leta 2013 skupaj udeležila Zamejskega festivala amaterskih dramskih skupin z lastno skupno produkcijo, naslovljeno (u)TRI(n)KI, s katero sta nato nastopala še na drugih odrih. Leta 2019 je Keko sodeloval pri praznovanju, ko so v Nabrežini počastili 70. obletnico smrti in obenem 125-letnico rojstva nabrežinskega pesnika Iga Grudna (ki je tudi Matejev prednik) s ploščo O Nabrežina, ti rodni moj kraj – izbor Grudnovih poezij, ki sta jih priložnostno uglasbila Aljoša Saksida in Matej Gruden.
Leta 2021 je Matej Gruden izdal svoj knjižni prvenec, in sicer knjigo poezij Rja in kri (ki jo je tudi sam ilustriral).
Leta 2023 pa je z drugimi pesniki sodeloval pri knjigi ŠTIRJE KVARTI – Furlan, Bolčina, Gruden, Koršič.